# Walter Haas (Gewerkschafter)
Walter Haas (* 26. März 1941; † 14. April 2022) war ein deutscher Gewerkschaftsfunktionär.
Haas lernte den Beruf des Maschinenschlossers und wurde 1955 Mitglied der IG Metall. 1968 wurde er zum Bundesjugendsekretär des DGB gewählt und unternahm in dieser Funktion viele Auslandsreisen, um Verbindungen zwischen dem DGB und anderen Gewerkschaften zu knüpfen. Im Jahr 2000 wurde er Vorsitzender des Vorstandes der Deutschen Rentenversicherung Rheinland, von 2005 bis 2011 war er auch Mitglied des Bundesvorstandes der Deutschen Rentenversicherung Bund. Bis zum Jahr 2006 war er Vorsitzender des Bezirks Nordrhein-Westfalen des Deutschen Gewerkschaftsbundes.
Ihm wurde im Jahr 1998 der Georg-Schulhoff-Preis, 1999 der große Stadtwappenteller in Silber der Stadt Hilden, 2003 das Bundesverdienstkreuz 1. Klasse und im Jahr 2006 der Verdienstorden des Landes Nordrhein-Westfalen verliehen.